# مادس كلوسن (لاعب كرة قدم)
مادس كلوسن (بالنرويجية البوكمول: Mads Clausen)‏ هو لاعب كرة قدم نرويجي في مركز الوسط، ولد في 10 فبراير 1984. لعب مع نادي ستابك.

## وصلات خارجية
- مادس كلوسن (لاعب كرة قدم) على موقع قاعدة بيانات كرة القدم.إي يو (الإنجليزية)